# Andres Jasson
Andres Jasson, né le 17 janvier 2002 à Greenwich, dans le Connecticut aux États-Unis, est un joueur américain de soccer qui joue au poste d'ailier droit à l'Aalborg BK.

## Biographie

### En club
Né à Greenwich, dans l'État du Connecticut aux États-Unis, Andres Jasson est notamment formé par le New York City FC. Il remporte notamment le championnat avec l'équipe des moins de 19 ans du club et est nommé joueur de l'année de l'académie du NYFC en 2019. En 2020 il rejoint l'Université Yale et joue pour Yale Bulldogs avant de faire son retour au New York City FC. Le 19 novembre 2020, à 18 ans, il signe son premier contrat avec le New York City FC en tant que Homegrown Player.
Il joue son premier match avec l'équipe première de New York City FC le 16 décembre 2020, à l'occasion d'une rencontre de la Ligue des champions de la CONCACAF 2020 face au Tigres UANL. Il entre en jeu à la place d'Ismael Tajouri-Shradi et son équipe est battue par quatre buts à zéro.
Le 16 juillet 2023, Jasson inscrit son premier but en professionnel pour le New York City FC, lors d'une rencontre de MLS face au Union de Philadelphie. Il marque après être entré en jeu à la place de Richard Ledezma mais son équipe est battue par deux buts à zéro,.
Lors de l'été 2024, Andres Jasson rejoint le Danemark et l'Aalborg BK, tout juste de retour en première division. Le transfert est annoncé dès le 7 juin 2024 et il signe un contrat de quatre ans, soit jusqu'en juin 2028.

### En sélection
Andres Jasson représente l'équipe des États-Unis des moins de 17 ans, avec laquelle il participe à la Coupe du monde des moins de 17 ans en 2019. Il joue trois matchs lors de ce tournoi organisé au Brésil mais son équipe est éliminée dès la phase de groupe avec un bilan de deux défaites et un match nul.

## Vie privée
Andres Jasson est né aux États-Unis de parents originaires d'Argentine pour son père et d'Espagne pour sa mère. Il maîtrise trois langue, l'anglais, le français et l'espagnol. Son joueur favori est Lionel Messi et il apprécie également Maximiliano Morález, son coéquipier du New York City FC.